# 조니 내시

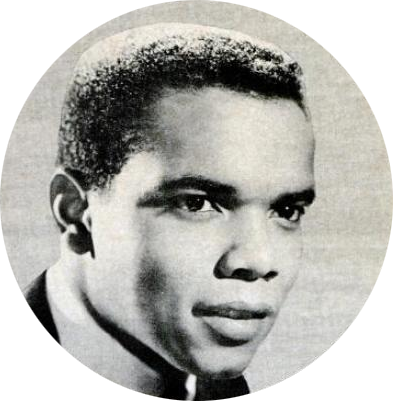

조니 내시(Johnny Nash, 1940년 8월 19일 ~ 2020년 10월 6일)는 미국의 가수이다. 본명은 존 레스터 내시 주니어(John Lester Nash, Jr.)이다.

## 주요 경력
- 1957년 가수 데뷔.
- 1959년 미국 영화 《Take a giant step》의 주연을 통하여 영화배우 데뷔.

## 기본 정보
- 데뷔 앨범 : 1957년 싱글 앨범 (A Teenager Sings The Blues)
- 데뷔 : 1959년 영화 Take a Giant Step (1959)
- 수상 경력 : 로카르노 영화제 실버세일상

## 기타 작품
- 앨범 : 1972년, 발매앨범 - Stir It Up

## 주요 노래 작품
- 《The Voice Of Love》
- 《Tears on My Pillow》

## 유명세
그는 보통적으로 대한민국 국내에서는 《I can see clearly now》라는 노래 작품이 대중적 히트한 가수로 널리 잘 알려져 있다.